# Kokugaku
Kokugaku (Kyūjitai: 國學 Shinjitai: 国学; literalmente, "estudo do nosso país") foi uma corrente intelectual japonesa que surgiu durante o período Edo (1603–1868) e que buscava renunciar os estudos predominantes budistas e chineses, favorecendo, ao invés disso, pesquisas filosóficas dos clássicos japoneses antigos. A palavra "Kokugaku" foi traduzida como "estudos nativos" ou "estudos nacionais", sendo uma resposta ao neoconfucionismo sinocêntrico. Assim também, rejeitou o estoicismo do confucionismo e valorizou a cultura japonesa anterior à filosofia de Confúcio . Portanto, esse movimento buscava redescobrir e valorizar a cultura, a língua e a religião nativas do Japão, promovendo uma identidade nacional distinta.

## Contexto

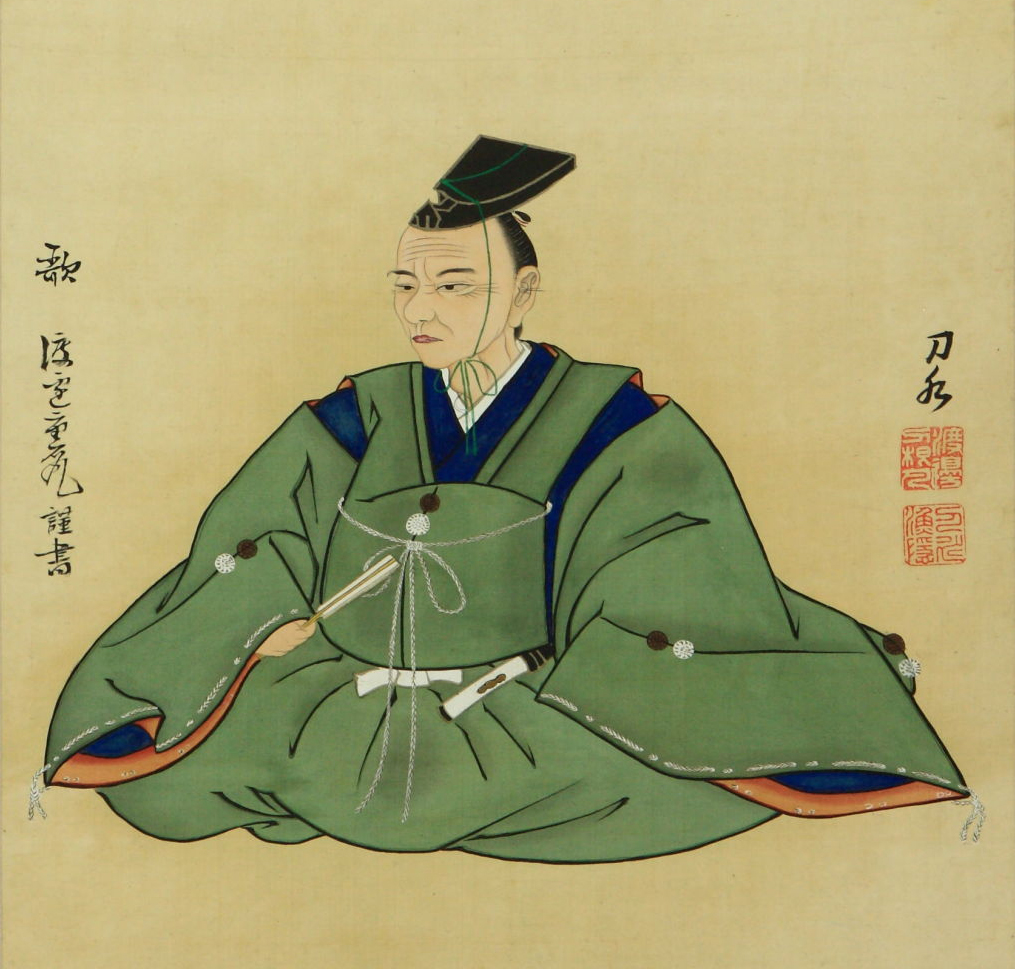
Retrato de Hirata Atsutane (1776–1843), um dos principais pensadores do Kokugaku no final do período Edo.

O Kokugaku surgiu como uma reação ao domínio dos estudos chineses — o Kangaku — e à influência do budismo na vida intelectual japonesa. Os estudiosos do Kokugaku argumentavam que a verdadeira essência da cultura japonesa poderia ser encontrada nos textos antigos do país, como o Kojiki ("Registro de Assuntos Antigos", de 712 d.C.), o Nihon Shoki ("Crônicas do Japão", 720 d.C.) e a antologia poética Man'yōshū ("Coleção das Dez Mil Folhas", século VIII). Embora escritos em caracteres chineses, esses textos eram considerados pelos kokugakusha (estudiosos do Kokugaku) como expressões autênticas da alma japonesa.
No final do século XVIII, o Kokugaku, a partir da literatura antiga japonesa e do xintoísmo, passou a defender um retorno a uma suposta "idade de ouro" da cultura e da sociedade japonesa. Os kokugakusha valorizavam especialmente o xintoísmo e sua associação com a figura divina do imperador, atribuindo-lhe um poder soteriológico. Essa perspectiva serviu de base para a ideologia do xintoísmo estatal (Kokka Shintō) no Japão moderno, no qual o culto ao imperador e aos kami nacionais foi institucionalizado. 
Acredita-se que os kami — seres divinos que habitam o universo — estão presentes em tudo: desde pontos geográficos, como o Monte Fuji, até as almas de crianças falecidas. O panteão xintoísta, considerado infinito, inclui divindades incorporadas de outras tradições religiosas, como o budismo e o taoismo. Por essa razão, embora esse pensamento tenha sido promovido institucionalmente, não pode ser considerado inteiramente compulsório: suas ideias foram também apropriadas pela população, especialmente por meio do sistema educacional.
Com a Restauração Meiji, muitos desses estudiosos passaram a apoiar a adoção do xintoísmo como ideologia estatal, promovendo a destruição de templos budistas e uma revalorização de formas tradicionais e religiosas da história japonesa. Essa retomada envolveu, por exemplo, a valorização da antiga poesia japonesa, anterior à ascensão do feudalismo (século XII), como forma de expressar a verdadeira "emoção" do espírito japonês.
Os kokugakusha defendiam que essa fé nativa revelava uma espiritualidade mais direta, intuitiva e emocional, em contraste com a racionalidade moralista do confucionismo e a renúncia ao mundo promovida pelo budismo. Assim, o Kokugaku desempenhou um papel importante na construção da identidade nacional japonesa. Seus ideais influenciaram movimentos políticos como o Sonnō jōi ("reverenciar o imperador, expulsar os bárbaros"), que contribuíram para a queda do Xogunato Tokugawa e a Restauração Meiji, em 1868.

## Impactos do Kokugaku sobre o xintoísmo
O Kokugaku lançou as bases para a posterior purificação do xintoísmo da influência budista — processo que se consolidou no século XIX, especialmente após a Restauração Meiji (1868), com a promulgação da política de shinbutsu bunri, que determinou a separação oficial entre budismo e xintoísmo. No entanto, há controvérsias quanto ao reconhecimento do xintoísmo estatal como uma religião autônoma: sob perspectivas tanto históricas quanto acadêmicas no campo das religiões, ele é frequentemente compreendido mais como um sistema de ordem moral, ética e reverência, permeado por elementos místicos, do que como uma religião no sentido estrito.

Segundo o historiador Kuroda Toshio, a concepção do xintoísmo como uma religião nativa genuína do Japão só começou a se estruturar com o desenvolvimento do Kokugaku, sobretudo através das interpretações de Motoori Norinaga.
Pesquisadores como Shigeyoshi Murakami, conforme analisado por Susumu Shimazono, argumentam que a formulação do xintoísmo estatal se consolidou com o Kyōiku Chokugo de 1890, que instituiu diretrizes morais em nome do imperador. Nesse contexto, os santuários xintoístas passaram a atuar como bases ideológicas do Estado, sustentando o discurso oficial por meio da valorização da doutrina Kokugaku. Essa leitura, ao associar diretamente as diversas formas de xintoísmo ao imperialismo japonês e aos eventos da Segunda Guerra Mundial, permanece controversa tanto dentro do Japão quanto entre os países que sofreram com os impactos do expansionismo japonês.
Esses mesmos preceitos ideológicos foram posteriormente instrumentalizados por organizações nacionalistas e fascistas radicais, materializados em diversas associações patrióticas. A religiosidade, nesse contexto, passou a operar mais como espetáculo e experiência estética do que como orientação ética ou moral. Após a Segunda Guerra Mundial, a escola Kokugaku foi alvo de críticas por ter supostamente fornecido as bases ideológicas que contribuíram para o surgimento do militarismo japonês e do fascismo japonês nas décadas de 1930 e 1940. Ou seja, seus princípios teriam sido mobilizados como instrumentos de disciplinamento social e político por meio de movimentos nacionalistas e autoritários.

## Principais pensadores
O movimento de “estudos nativos” culminou na criação da Escola Fukko de Xintoísmo, sob a liderança dos principais expoentes desse pensamento:

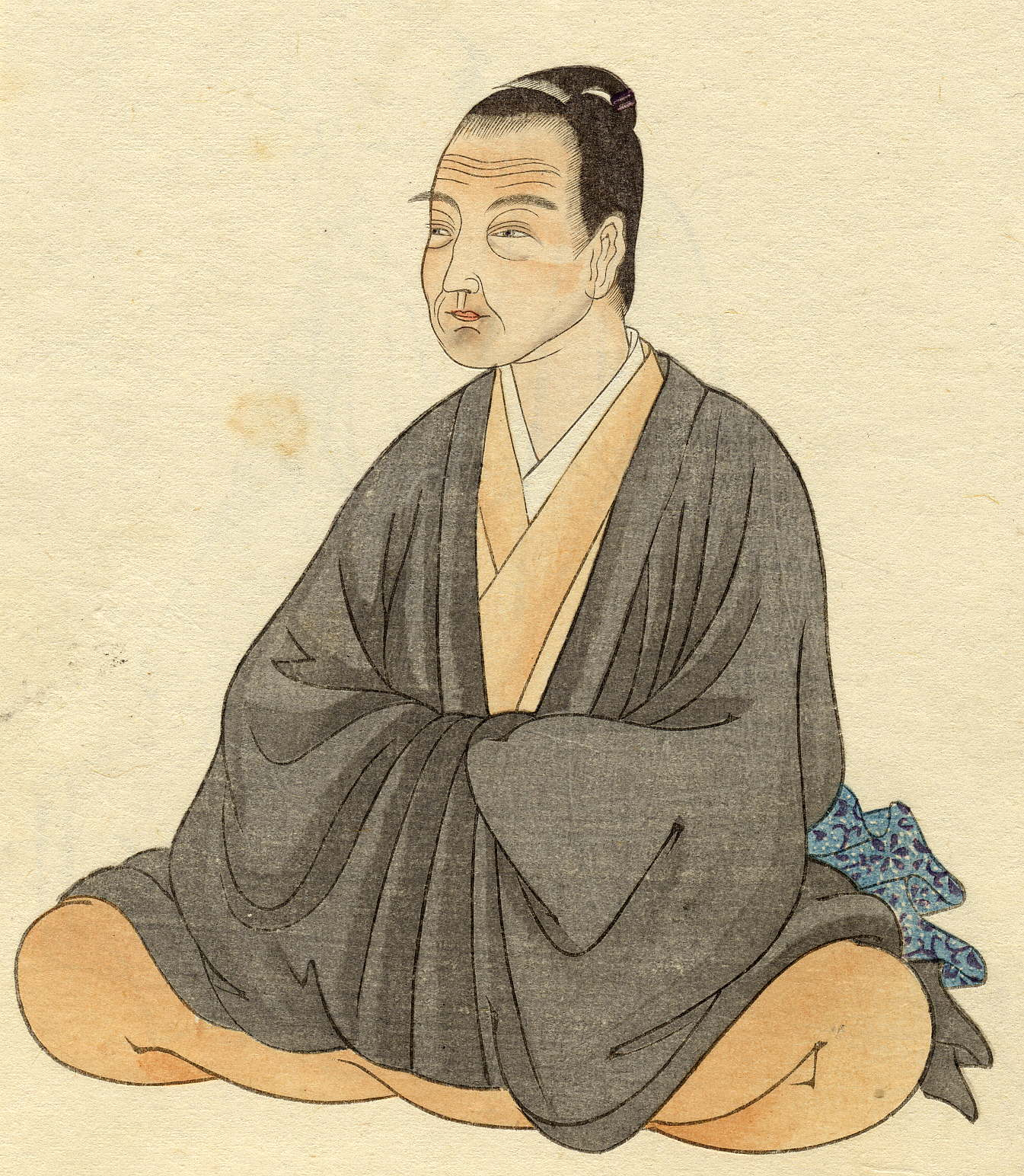
Motoori Norinaga (1730-1801) foi um dos principais representantes da escola Kokugaku

- Kamo Mabuchi
- Motoori Norinaga
- Hirata Atsutane
- Hagiwara Hiromichi
- Kada no Azumamaro
- Katori Nahiko
- Motoori Ōhira
- Motoori Haruniwa
- Nakane Kōtei
- Ueda Akinari
- Date Munehiro
- Fujitani Mitsue
- Tachibana Moribe